# 伊勢いも

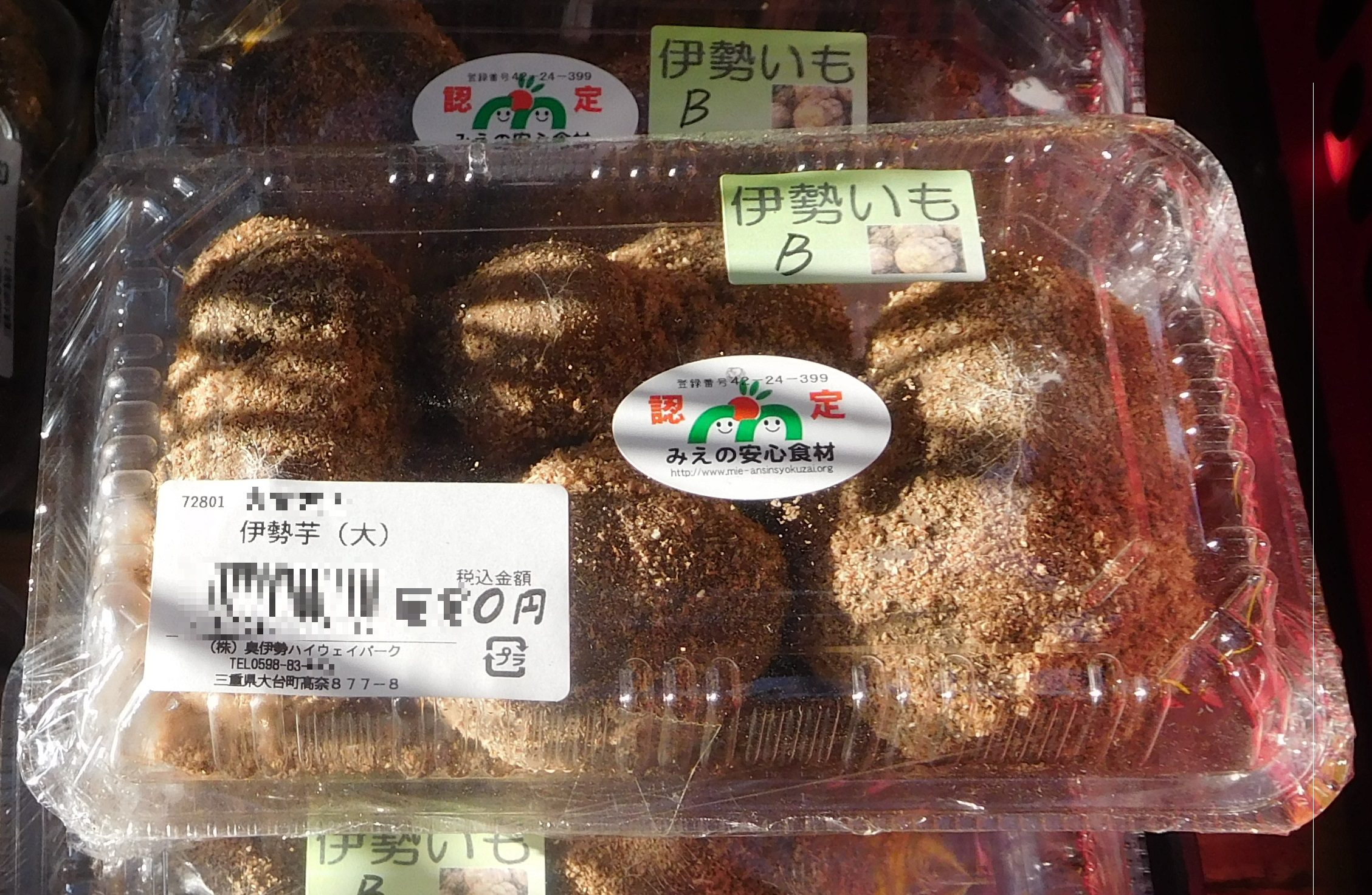
店頭に並ぶイセイモ

伊勢いも（いせいも、伊勢芋）は、原産地の三重県多気郡多気町津田地区を中心に江戸時代中頃から栽培されるナガイモ（つくねいも）の一種。みえ伝統野菜品目の一つ。かつては津田芋、松阪芋などと呼ばれていた。また栽培されているのは原産地だけである。

## 特徴
- ナガイモの一種ではあるが、一般的な長芋が長形や偏形の物が多いのに対し、伊勢いもの形状は塊形（ボール状）である。凸凹が多く、表皮は白い。
- 一般的な長芋と比べると水分が少なめである代わりにタンパク質、脂肪、炭水化物を多く含み、「畑のうなぎ」と称されるように栄養価が高い。また、アミラーゼ（ジアスターゼ）を多く含むため消化に良い。
- 皮を剥き、摺り下ろすと色は真っ白で変色しにくく、山芋類の中でも特に強い粘りを持つ。味にクセはなく濃厚なコクがある。
- 親芋を頭上に頂くように子芋が大きく育つところから「親孝行芋」の別名が有り、贈答用に用いられる。

## 栄養価（一般的なナガイモとの対比）
- 水分（伊勢芋）64.46％（ナガイモ）84.38％
- タンパク質（伊勢芋）3.25％（ナガイモ）3.13％
- 粗脂肪（伊勢芋）0.23％（ナガイモ）0.11％
- 炭水化物（伊勢芋） 30.7％（ナガイモ）9.56％
- 灰分（伊勢芋）0.92％ （ナガイモ） 0.92％

## 栽培について
- 多気町の土壌は砂気が多く排水が良いため伊勢いも作りの適地であり、現在は櫛田川沿岸の肥沃な土壌を有する津田地区を中心に栽培されている。
- 収穫の時期、旬の時期は、10月～11月。
- 原種の保存のため、収穫した中から3割から4割を種芋として残さなければならない。
- 農業従事者の高齢化や栽培に手間がかかるなどの理由で、伊勢いもの生産量は減少傾向にある。

## 料理
- 「薯蕷饅頭（じょうよまんじゅう）」の皮など和菓子にも使用される。